# Street Fighter: The Movie (jogo eletrônico)
Street Fighter: The Movie é um jogo de luta lançado em 1995 para arcade. O jogo é baseado no filme live-action de mesmo nome, esse por sua vez, é baseado na série de jogos de luta Street Fighter, o jogo usa imagens digitalizadas do elenco do filme. Embora um jogo caseiro com o mesmo nome tenha sido lançado para o PlayStation e Sega Saturn, ele não é um port, mas um jogo produzido separadamente, com base na mesma premissa. A versão arcade foi desenvolvida pela Incredible Technologies, sediada em Chicago.

## Jogabilidade
A versão arcade de Street Fighter: The Movie difere dos jogos anteriores de Street Fighter II de várias maneiras. O jogo enfatiza mais os combos aéreos ou "malabarismos" do que os jogos anteriores: o jogador pode atacar continuamente seu oponente enquanto está caindo no ar com uma série de ataques. Além disso, os jogadores podem cancelar qualquer jogada especial ao executá-la em outra jogada especial. Isso pode até ser feito com ataques de projéteis.
Muitos dos personagens de Street Fighter que retornam apresentam novos movimentos especiais exclusivos do jogo, como "Electric Arc" de Bison, "Whip Choke" de Cammy e "Handcuff" de Guile (um movimento especial baseado em uma falha no Street Fighter II original) . Personagens como Zangief e Balrog agora têm a capacidade de desviar ataques de projéteis de volta ao oponente. Muitos desses novos movimentos especiais exigem que o jogador mantenha pressionado um botão de ataque específico, insira um comando direcional no joystick e solte o botão.
O método para ataques de agarrar foi revertido para o jogo: executar o comando de arremesso enquanto mantém o joystick em direção a um oponente jogará o oponente na direção oposta e vice-versa. O jogador tem a opção de inserir um comando específico para "escapar" de um arremesso sem dano ou executar um "contra-arremesso". No entanto, um personagem pode contra-atacar um "contra-ataque" executando um "reverso", enquanto a reversão de um contra-ataque pode ser combatida com uma técnica de "mestre do golpe".
Outras técnicas exclusivas deste jogo incluem "movimentos de interrupção", que são executados após o bloqueio dos ataques de um oponente, e "movimentos de retorno", que são movimentos especiais que só podem ser usados quando o medidor de vida do jogador está no nível de "perigo". Mais tarde, eles retornariam como contadores alfa e ultra combos . O medidor Super Combo do Super Street Fighter II Turbo é destaque no jogo. A maioria dos personagens do jogo (com apenas algumas exceções) possui pelo menos dois movimentos Super Combo: um que deixa um rastro de sombras azuis e outro que deixa um rastro de sombras vermelhas. Além dos Super Combos, os jogadores também podem executar um movimento de "Regeneração" quando o medidor Super Combo estiver cheio para restaurar uma parte do medidor de vitalidade. Isso mais tarde seria visto em Street Fighter EX3 e Street Fighter III.
O modo single-player padrão consiste em uma série de 14 partidas (incluindo uma partida de clone), terminando com uma partida final contra M. Bison. Existem também vários modos de jogo secretos, incluindo o Tag Team Mode. Em uma partida de Tag Team, o jogador escolhe dois personagens e luta contra outros tag teams em partidas de uma rodada, passando para o segundo personagem somente após o primeiro ter sido derrotado.
A sequência final de cada lutador consiste em um still promocional ou dois do filme, com um texto que descreve o destino do personagem após os eventos do torneio, seguido pela rolagem da equipe.

## Personagens
O elenco do jogo contém a maioria dos personagens de Super Street Fighter II Turbo , com as exceções de Fei Long (que não foi usado para o filme), Dee Jay, T. Hawk, Blanka (embora ele apareça raramente no laboratório de Dhalsim pulando no palco e fazendo sua habilidade elétrica) e Dhalsim. Akuma, que era um personagem oculto em Super Turbo e X-Men: Filhos do Atom , era um personagem regular pela primeira vez em qualquer jogo. Dois novos personagens também foram introduzidos: Capitão Sawada, um personagem original do filme, e Blade, um membro das tropas de choque de Bison no filme. Arkane, F7 e Khyber, que trocavam paletas de Blade, aparecem como personagens secretos. Uma versão avançada do Bison (chamada S. Bison) aparece como um oponente final controlado por computador, exclusivo do modo tag team do jogo e pode ser selecionado através de códigos como os outros personagens secretos. Enquanto Blanka e Dee Jay seriam adicionados ao elenco selecionável das versões domésticas, há dados restantes no jogo de arcade indicando que Blanka era para ser um personagem jogável nesta versão também, pois há um final para ele. Quais jogadores podem jogar jogando como S. Bison no modo arcade.
Street Fighter: The Movie é o único jogo da série em que os personagens chefes Balrog, Vega e Bison, além de Akuma, foram abordados pelos nomes ocidentais no Japão. O cartão de instruções em japonês apresenta os nomes japoneses originais dos caracteres escritos ao lado dos nomes ocidentais entre parênteses para evitar confusão.
Os atores do filme são creditados a reprisar seus papéis no jogo, com alguns dos atores vestidos de maneira diferente, de modo a se parecerem mais com seus colegas de videogame. Enquanto Raul Julia foi creditado como Bison, sua semelhança só aparece no jogos atrair sequência e cut-scenes, de imagens usadas no filme. O dublê de Julia, Darko Toscana, foi usado para digitalizar o personagem do jogo em seu lugar.
- Akuma — Ernie Reyes, Sr.
- Balrog — Grand L. Bush
- Blade (Arkane/ Khyber/ F7) — Alan Noon
- Cammy — Kylie Minogue
- Chun-Li — Ming-Na
- E. Honda — Peter Tuiasosopo
- Guile — Jean-Claude Van Damme
- Ken — Damian Chapa
- M. Bison — Raúl Juliá, Darko Tuscan
- Ryu — Byron Mann
- Sagat — Wes Studi
- Capitão Sawada — Kenya Sawada
- Vega — Jay Tavare
- Zangief — Andrew Bryniarski